# Victor Oliveira
Victor Oliveira (* 28. April 1994 in Conceição do Araguaia, Pará) ist ein brasilianischer Fußballspieler.

## Karriere
Victor Oliveira erlernte das Fußballspielen in der Jugendmannschaft von Corinthians São Paulo im brasilianischen São Paulo. Seinen ersten Vertrag unterschrieb er 2012 bei Atlético Goianiense. Der Verein aus Goiânia spielte in der zweiten brasilianischen Liga. 2014 feierte er mit dem Verein die Staatsmeisterschaft von Goiás. Im Januar 2015 wechselte er zum Erstligisten Fluminense Rio de Janeiro nach Rio de Janeiro. Für Fluminense absolvierte er sechs Erstligaspiele. Von Februar 2016 bis Mitte August 2016 wurde er an den Joinville EC nach Joinville verliehen. Im August 2016 ging er nach Moldawien. Hier unterschrieb er einen Vertrag bei Sheriff Tiraspol. Der Verein aus Tiraspol spielte in der ersten Liga, der Divizia Națională. Mit dem Verein wurde er die Saison 2016/17 und 2017 moldawischer Meister. 2017 gewann er mit Tiraspol den Moldauischen Pokal. Das Finale gegen den FC Zaria Bălți gewann man mit 5:0. Im Januar 2018 kehrte er nach Brasilien zurück. Hier unterschrieb er einen Vertrag beim Tombense FC in Tombos. Von Tombense wurde er an die brasilianischen Vereine Atlético Goianiense, Paysandu SC und Figueirense FC ausgeliehen. Mit dem Paysandu SC stand er 2019 im Endspiel der Copa Verde, dass man jedoch gegen den Cuiabá EC verlor. Nach Vertragsende in Tombense nahm ihn Mitte April 2021 der Sampaio Corrêa FC aus São Luís unter Vertrag. Mit dem Verein gewann er die Staatsmeisterschaft von Maranhão. Über die Stationen Santa Cruz FC und Barra FC (SC) ging er im Sommer 2022 nach Asien. Hier unterschrieb er in Thailand einen Vertrag beim Zweitligaaufsteiger Krabi FC. Für den Aufsteiger aus Krabi bestritt er 13 Zweitligaspiele. Nach der Hinrunde 2022/23 wurde sein Vertrag nicht verlängert. Zu Beginn der Rückrunde 2022/23 unterschrieb er im Januar 2023 einen Vertrag beim Ligakonkurrenten Raj-Pracha FC. Am Ende musste er mit dem Verein aus Bangkok in die dritte Liga absteigen. Für den Hauptstadtverein bestritt er 13 Ligaspiele. Nach dem Abstieg wurde sein Vertrag aufgelöst. Von Juni 2023 bis Dezember 2023 war er vertrags- und vereinslos. Im Januar 2024 unterschrieb er in seiner Heimat einen Vertrag beim Bangu AC. Für den Verein aus Rio de Janeiro bestritt er elf Spiele in der Staatsmeisterschaft von Rio de Janeiro. Mitte April 2024 nahm ihn der Drittligist AA Aparecidense aus Aparecida de Goiânia unter Vertrag. Nach zwei Drittligaspielen kehrte er im Juli 2024 wieder nach Thailand zurück. Hier unterschrieb er einen Vertrag beim Erstligisten Chiangrai United. Nach neun Ligaspielen für den Verein aus Chiangrai wurde sein Vertrag im Dezember 2024 nicht verlängert. Im Januar 2025 kehrte er in seine Heimat zurück. Hier schloss er sich in Anápolis dem Anápolis FC an.

## Erfolge
Atlético Goianiense
- Staatsmeisterschaft von Goiás: 2014

Sheriff Tiraspo
- Moldauischer Meister: 2016/17 und 2017
- Moldauischer Pokalsieger: 2016/17

Sampaio Corrêa FC
- Staatsmeisterschaft von Maranhão: 2021